# À travers le siècle
À travers le siècle (en chosŏn'gŭl : 세기와 더불어) est une autobiographie de Kim Il-sung, fondateur et président éternel de la Corée du Nord. Les mémoires, écrits en 1992 et publiés en huit tomes, retracent la vie de Kim Il-sung de sa naissance, le 15 avril 1912, à la résistance coréenne.
Les mémoires de Kim Il-sung sont une part importante de la littérature nord-coréenne et sont donc considérés comme un aperçu précieux de l'histoire de la Corée lors de l'occupation japonaise. Ils sont donc largement utilisés comme source primaire et comme matériel de recherche[Information douteuse].
La paternité du document fait l'objet d'une controverse, certains[Qui ?] affirmant que les mémoires auraient été écrits par un prête-plume et non par Kim Il-sung.

## Histoire
À partir des années 1960, Kim Il-sung encourage ses compagnons issus de la guérilla à rédiger leurs mémoires. La publication des histoires de Kang Gam-chan et de Lee Sun-shin fut donc prévue. Mais le successeur de Kim Il-sung, Kim Jong-il, rappela ces textes et chercha à renforcer le culte de la personnalité de Kim Il-sung en contrôlant les ouvrages y faisant référence, et en les plaçant au cœur de la littérature coréenne. Ainsi, À travers le siècle devait devenir l'ouvrage de référence et détrôner les Mémoires de la Guérilla anti-japonaise.
En 1974, Kim Il-sung annonce son souhait de rédiger ses mémoires, à la suite des encouragements de nombreux écrivains et hommes politiques étrangers. Kim Jong-il fut donc nommé directeur du Département de l'Organisation et de l'Orientation du Parti du travail de Corée, pour que son père dispose de temps pour la rédaction. À travers le siècle fut écrit en 1992, deux ans avant la mort de Kim Il-sung. Prévu au départ en trente tomes divisés en cinq sections (La révolution anti-japonaise, Le pays du peuple, Sur la voie du socialisme, Le désir de la nation et Le tournant du siècle), seuls six tomes furent publiés du vivant de Kim Il-sung ; deux tomes furent publiés à titre posthume.

## Volumes
| Volume | Titre                 | Auteur      | Date (Version française) | Genre          | Pages (Version française) |
| --- | --------------------- | ----------- | ------------------------ | -------------- | ------------------------- |
| 1 | À travers le siècle 1 | Kim Il-sung | 1992                     | Autobiographie | 411                       |
| Le premier volume, divisé en trois chapitres, couvre la période allant d'avril 1912 à mai 1930. Kim Il-sung relate son enfance, sa jeunesse et l'histoire de sa famille, et comment il a rejoint les rebelles communistes du mouvement d'indépendance coréen. Il revient aussi sur le rôle de son père, Kim Hyong-jik, qui a participé au soulèvement du 1er Mars. Le premier volume s'achève à l'emprisonnement de Kim Il-sung. |                       |             |                          |                |                           |
| 2 | À travers le siècle 2 | Kim Il-sung | 1992                     | Autobiographie | 493                       |
| Le deuxième volume, divisé lui-aussi en trois chapitres, débute à la libération de Kim Il-sung. Libéré de prison, il décide de soutenir les révoltes du Mandchoukouo contre l'intervention japonaise. À la suite de l'incident de Mukden, Kim Il-sung décide de se préparer à une lutte armée contre le Japon. |                       |             |                          |                |                           |
| 3 | À travers le siècle 3 | Kim Il-sung | 1993                     | Autobiographie | 492                       |
| Le troisième volume débute en février 1933 et se termine en février 1935. Kim Il-sung arrive dans le Xian de Wangqing, où les révoltes anti-japonaises ont été particulièrement violentes. Il y développe le changement des mentalités des révolutionnaires, la fibre nationaliste se transformant en une adhésion au communisme. Le volume s'achève sur le retrait des troupes de l'armée unie anti-japonaise du Nord-Est jusqu'à la frontière soviétique face aux troupes de l'armée japonaise du Guandong.                               |                       |             |                          |                |                           |
| 4 | À travers le siècle 4 | Kim Il-sung | 1993                     | Autobiographie | 532                       |
| Le quatrième volume débute en février 1935 et s'achève en mai 1936. Kim Il-sung est épuisé par la maladie. Les révoltes menées au nord de la Mandchourie se sont soldées par des victoires, ce qui donne un nouvel élan aux communistes coréens. Suivant l'exemple de Mao Zedong et de Zhu De, qui avaient organisé la Longue Marche, les amis de Kim Il-sung décident de franchir le Laoyeling. L'association pour la restauration de la patrie, premier groupe unifié anti-japonais, est créée sur les flancs du mont Paektu en mai 1936. |                       |             |                          |                |                           |
| 5 | À travers le siècle 5 | Kim Il-sung | 1994                     | Autobiographie | 483                       |
| Le cinquième volume débute en mai 1936 et s'achève en mars 1937. Le printemps fut une période particulièrement chargée pour les membres de l'association pour la restauration de la patrie. Une base fut construite sur le mont Paektu, et une division militaire fut formée. Cependant, deux entités de la région de Fusong représentaient un danger : la police du Mandchoukouo, aux mains du commandant Wang, et les rebelles du front uni national anti-japonais, dirigés par Wan Shun.                                                 |                       |             |                          |                |                           |
| 6 | À travers le siècle 6 | Kim Il-sung | 1995                     | Autobiographie | 442                       |
| Le sixième volume débute en mars 1937 et s'achève en novembre 1937. Kim Il-sung décide d'entamer une expédition jusqu'à Fusong via le massif du Changbai. Le 4 juin 1937, il dirige les militants coréens lors de la bataille de Pochonbo. Kim Il-sung retourne ensuite au Mandchoukouo, où il se défait des policiers japonais qui le poursuivaient. C'est aussi durant cette période qu'a lieu l'affaire de Hyesan. |                       |             |                          |                |                           |
| 7 | À travers le siècle 7 | Kim Il-sung | 1996                     | Autobiographie | 428                       |
| Le septième volume débute en novembre 1937 et s'achève en mars 1940. Durant l'hiver de 1937, les troupes révolutionnaires s'entraînent dans la partie orientale de la région de Jingyu. Les forces nationalistes anti-japonais sont en déclin, et prêtes à rejoindre Kim Il-sung. En 1938, Kim Il-sung se lance dans la Dure Marche jusqu'à la région de Changbai. D'après Kim Il-sung, cette marche fut l'épisode le plus difficile de l'histoire de la rébellion anti-japonaise.                                                          |                       |             |                          |                |                           |
| 8 | À travers le siècle 8 | Kim Il-sung | 1998                     | Autobiographie | 489                       |
| Le huitième et dernier volume débute en mars 1940 et s'achève en août 1945. Après avoir encerclé et battu la troupe punitive de Maeda à Hongqihe, Kim Il-sung organise une conférence à Xiaohaerbaling pour établir une nouvelle stratégie. Il lance ensuite la campagne pour la libération de la Corée. L'ouvrage s'achève avec l'invasion soviétique de la Mandchourie. |                       |             |                          |                |                           |

## Influence
Les mémoires suggèrent que Kim Il-sung a été influencé par le communisme, le christianisme, le confucianisme, le cheondoïsme et un large éventail d'autres traditions. Kim Il-sung est né dans une famille presbytérienne, bien qu'il minimise leur dévotion dans ses mémoires. Le mouvement pro-indépendance Donghak, fondé par le coréen Choe Je-u et influencé par les missionnaires catholiques, est une des fascinations que Kim Il-sung développe longuement dans ses mémoires. La rébellion paysanne du Donghak servit de modèle à d'autres mouvements contemporains en Corée, mêlant religion et nationalisme. Kim Il-sung raconte avoir été intrigué par l'évolution, depuis la révolte du Donghak, du mouvement chendoïste coréen.
Les mémoires révèlent aussi que l'auteur et membre du Parti communiste chinois Shang Yue fut le professeur de littérature de Kim Il-sung au collège en 1928. Il s'agit de l'influence éducative la plus décisive pour Kim Il-sung, et de sa seule formation en littérature et en esthétique. Shang Yue l'initie à la littérature russe, et notamment aux romans de  Maxime Gorki comme La Mère ou Les Ennemies. Il l'a même incité à devenir auteur prolétarien. Kim Il-sung s'intéresse aussi aux écrits de Joseph Staline.
L'ouvrage révèle aussi l'impact des connaissances de Kim Il-sung en religion, en littérature et en art sur le juche. Le juche est interprété comme similaire au Cheondoïsme, puisque les deux philosophies partagent l'idée selon laquelle les gens sont les maîtres de leur destin. En dépit des influences religieuses précoces sur son enfance, Kim Il-sung a nié la pratique religieuse, exigeant plutôt une loyauté religieuse et une adhésion aux règles militaristes en Corée du Nord. Dans sa préface, Kim Il-sung écrit : "'le peuple est mon Dieu' a été constamment ma vision et ma devise. Le juche, qui appelle à tirer parti de la force des masses populaires qui sont les maîtres de la révolution et de la construction, est mon credo politique", consacrant ainsi les influences de son enfance.

## Accueil

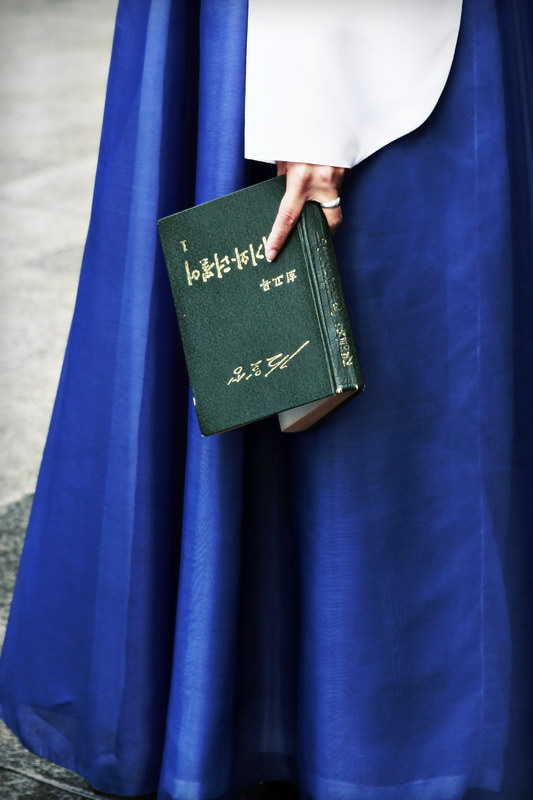
Une coréenne avec un exemplaire de l'ouvrage

À travers le siècle occupe une part importante de la culture coréenne. Au niveau national, le livre est utilisé comme une source majeure de la propagande anti-japonaise. En Occident, l'ouvrage fait l'objet d'analyses quant à son historicité et a été critiqué pour sa faible valeur historique. L'ouvrage a aussi été critiqué pour son utilisation comme outil de propagande. À ce titre, il est censuré en Corée du Sud.

### En Corée du Nord
Bien qu'il soit utilisé comme outil de propagande par les autorités nord-coréennes, l'ouvrage jouit d'une grande popularité en Corée du Nord. Il est considéré comme l'ouvrage le plus important de Kim Il-sung, mais aussi comme un succès populaire. Kim Jae-young, un transfuge nord-coréen, se rappelle avoir lu "chaque page avec fascination, malgré le caractère idéologique des sujets traités" et avoir été fasciné par l'histoire de la femme de Kim Il-sung, Kim Jong-suk. Jang Jin-sung rappelle aussi que pour impressionner ses amis, il se vantait que les grands-parents d'un de ses amis étaient présentés comme des dirigeants de la résistance anti-japonaise dans les manuels de cours, mais aussi et surtout dans l'autobiographie de Kim Il-sung. Pour Hwang Jang-yop, les récits de Kim Il-sung sont relatés comme s'ils étaient issus de films révolutionnaires, rendant ainsi la lecture agréable.
Les travaux mettent en avant l'attitude des décisionnaires nord-coréens à l'égard des affaires militaires. Les décisions militaires ne sont pas basées sur la stratégie, mais sur l'adhésion à une cause.

### En Occident
À travers le siècle est une des rares sources primaires sur la Corée du Nord, et est donc très utilisée pour les études nord-coréennes. Cependant, la véracité des événements historiques décrits dans l'ouvrage a été remise en cause par certains spécialistes. Ainsi, pour Fyodor Tertitskiy, l'ouvrage compromet certaines réalités historiques et façonne les événements pour soutenir le point de vue nord-coréen. Par exemple, l'autobiographie de Kim Il-sung relate la version officielle de la naissance de Kim Jong-il sur le mont Paektu, une version largement contestée en Occident. Hwang Jang-yop appelle même cet ouvrage un « chef-d'œuvre de la fabrication historique ». Cependant, d'autres analystes comme Bradley K. Martin notent que l'autobiographie est plus véridique quant à la vie de Kim Il-sung que la plupart des sources officielles publiées avant les années 1990. Bien que les récits de sa jeunesse soient invérifiables, les récits de Kim Il-sung sont considérés comme plus crédibles que ceux de ses contemporains. Par exemple, l'association de Kim Il-sung avec l'Église n'est pas niée, pas plus que son adhésion au Parti communiste chinois en 1931.
Toujours d'après Hwang Jang-yop, À travers le siècle n'a pas été écrit par Kim Il-sung, mais par des écrivains professionnels et des journalistes. Ces écrivains, souvent auteurs de films révolutionnaires, étaient chargés de relater les faits de manière épique. Pour Jang Jin-sung, ces auteurs étaient des romanciers du groupe de production littéraire du 15 avril, une institution de première classe au service de la lignée du mont Paektu. D'autres personnes attribuent la rédaction des mémoires au centre d'histoire du Parti de travail de Corée. Par ailleurs, la publication des mémoires aurait été supervisée par Kim Jong-il. Hwang Jang-yop, qui occupait à l'époque une position de choix au sein du Parti du travail de Corée, était opposé à la publication des volumes posthumes, considérés comme trop intrigants pour être vrais. Il s'est également opposé à la réécriture de l'histoire d'après-libération car les événements, devenus aisément vérifiables, et le révisionnisme historique auraient pu nuire aux relations diplomatiques de la Corée du Nord.